# Armata Insurecțională Ucraineană

Steag

Armata Insurecțională Ucraineană (în ucraineană Українська повстанська армія, transliterat: Ukrainska povstanska armiia, UPA, УПА) a fost o armată de partizani ucraineni, formată la 14 octombrie 1942, în Volînia. Principalii lideri al UPA a fost Roman Shuhevici și Stepan Bandera. UPA era ramura înarmată a Organizației Naționaliștilor Ucraineni și avea ca obiectiv crearea unui stat ucrainean independent.
Cât timp a existat, UPA a luptat cu forțe ale unor diferiți adversari: Wehrmachtul și SS-ul naziste, Armia Krajowa poloneză sau Armata Roșie sovietică. După încheierea celui de-al Doilea Război Mondial, UPA a continuat să lupte împotriva autorităților sovietice și a celor comuniste poloneze până pe la începutul deceniului al șaselea. Partizanii ucraineni au fost foarte puternici în regiunea Munților Carpați. Rezistența ucraineană a avut un caracter special printre mișcările de rezistență din Europa ocupată de naziști, nefiind sprijinită aproape deloc din străinătate. Din acest motiv, apariția, dezvoltarea și capacitatea de luptă au reflectat, aproape exclusiv, popularitatea de care s-a bucurat mișcarea în rândul poporului ucrainean.

## Lupta UPA împotriva Germaniei
Armata Insurecțională Ucraineană a fost fondată în 1942, având 3 obiective majore: 1) a servi ca bază pentru formarea unei viitoare armate naționale ucrainene; 2) apărarea sătenilor ucraineni împotriva represiunilor germane 3) împiedicarea partizanilor sovietici, care se organizaseră deja în nord-vestul Ucrainei, să devină apărătorii de facto ai poporului ucrainean. După fondare, Armata Insurecțională Ucraineană și-a crescut neîncetat efectivele și influența în zonă. La un moment dat, activitatea ei acoperea cea mai mare parte a Ucrainei de vest, de unde era capabilă să trimită mici grupuri de partizani care să efectueze raiduri în estul țării.
O estimare germană din acele timpuri considera că efectivele UPA se ridicau la aproximativ 100.000 de soldați, (estimările variază foarte mult: de la 35.000 până la 200.000 de luptători). Acești luptători au efectuat sute de raiduri împotriva secțiilor de poliție și împotriva convoaielor militare germane. La sfârșitul anului 1943 și începutul anului următor, UPA controla o bună parte a teritoriului Volîniei (în afara marilor orașe) și era capabilă să organizeze servicii diverse în regiunile rurale, precum: școli, spitale și tipărirea de ziare. Germanii estimau că în regiunea Jitomir UPA controla cam 80% din teritoriul împădurit și până la 60% din teritoriul rural.
În iunie 1943, forțele SS-ului și poliției militare germane au fost puse sub comanda generalului Erich von dem Bach-Zalewski, care era considerat un expert în lupta împotriva partizanilor. El a încercat să distrugă organizațiile UPA din nordul Volîniei, în timpul așa-numitei Operațiuni „BB” (Bandenbekampfung). Ordinul pentru organizarea acestei operațiuni a fost dat direct de Himmler. În timpul operațiunii „BB”, Bach-Zalewski a avut sub comanda lui 10 batalione motorizate SS, 10.000 de polițiști germani și polonezi, 2 regimente maghiare și trei batalioane de cazaci recrutați din rândurile prizonierilor sovetici de război. După numai două luni, această operațiune s-a încheiat cu un eșec. În 19 – 20 august, ucrainenii au reușit să cucerească centrul militar german de la Kamin Koșirski, au înfrânt mai multe batalioane germane și au capturat o mare cantitate de arme și muniție. Generalul Bach-Zaleski a fost destituit și a fost înlocuit de generalul Prutzmann. În ciuda tuturor eforturilor făcute, germanii nu au reușit să anihileze UPA sau să restabilească în vreun fel controlul asupra Volîniei.
La sfârșitul anului 1943 și începutul lui 1944, partizanii UPA și germanii au dat mai multe lupte grele pentru controlul asupra mai multor trecători importante din Munții Carpați.
În 1948, membrii Comitetului foștilor comandanți germani de pe frontul de est declarau în fața autorităților americane că „Mișcarea naționalistă ucraineană a format cea mai puternică mișcare de partizani din răsărit, cu excepția celei a comuniștilor ruși.” "

## Lupta UPA împotriva forțelor sovietice
UPA s-a implicat activ în luptele împotriva forțelor sovietice, la sfârșitul anului 1942 și începutul anului 1943, adversarii lor fiind în acel moment partizanii sovietici. La începutul anului 1943, a început activitatea unităților de partizani comuniști conduși de Sidir Kovpak. În vara lui 1943, cei câteva sute de partizani conduși de el, din care numai o treime ereu etnici, au lansat raiduri în Munții Carpați. Partizanii comuniști fuseseră aprovizionați pe calea aerului. ref name="Subtelny476">Subtelny, pag. 476</ref> În fața reacției violente a germanilor, Kovpak s-a văzut nevoit să-și împartă forțele în mai multe grupuri mici, care au fost însă vânate și distruse de partizanii UPA. În 1944, partizanul și spionul sovietic Nicolai Ivanovici Kuznețov a fost ucis de partizanii UPA. Kuznețov purta în acel moment o uniformă o Wehrmachtului, această deghizare dovedindu-se fatală pentru el. 
UPA s-a angajat în lupte cu unitățile militare ale Armatei Roșii de îndată ce frontul germano-sovietic a ajuns în regiunea Ucrainei occidentale. Totuși, UPA a încercat, pe cât era posibil, să evite confruntarea cu unitățile sovietice care aveau în componență recruți de origine etnică ucraineană, recruți pe care UPA spera să-i atragă de partea sa. UPA și-a concentrat atacurile, în mod special, împotriva unităților NKVD și împotriva oficialilor sovietici de toate gradele, împotriva profesorilor, poștașilor sau a altor funcționari publici, care încercau restabilirea autorității sovietice pe teritoriile eliberate de Armata Roșie. UPA s-a implicat și în lupta împotriva activiștilor sovietici din agricultură, promotori ai colectivizării. În martie 1944, insurgenții UPA l-au rănit mortal pe generalul Nikolai Vatutin, erou al Bătăliei de la Kursk, care se distinsese și în luptele pentru eliberara Kievului. Câteva săptămâni mai târziu, luptătorii UPA au anihilat un batalion NKVD într-o luptă de lângă Rivne. În vara aceluiași an, partizanii ucraineni și aproximativ 30.000 de soldați sovietici au fost implicați într-o luptă de proporții în Volînia. În ciuda pierderilor grele de ambele părți, UPA a continuat să păstreze controlul asupra unor regiuni întinse până târziu, în 1945.
Nikita Sergheievici Hrușciov a organizat primul atac de amploare împotriva UPA din vestul Ucrainei, în timpul căruia au fost implicate 20 de divizii NKVD, sprijinite de unități de artilerie și blindate. Hrușciov a ordonat blocarea drumurilor de acces spre satele în care se presupunea că își găsiseră adăpost insurgenții și a mai hotărât incendierea unor păduri în care se ascundeau partizanii. Istoricii ucraineni au cercetat arhivele sovietice deschise recent. Ei au descoperit că soldații NKVD îmbrăcați precum partizanii UPA  au atacat populația civilă pentru a demoraliza ucrainenii de rând și pentru a distruge sprijinul de care se bucurau insurgenții în satele ucrainene. Arhivat în 28 septembrie 2003, la Wayback Machine. Zonele în care activau UPA au fost pur și simplu depopulate. Există estimări care afirmă că în jur de 500.000 de ucraineni au fost strămutați spre nord, între 1946 și 1949. Deși sovieticii nu au reușit să distrugă definitiv UPA, organizația ucraineană a fost obligată să-și împartă unitățile mari în grupuri mici de până la 100 de oameni. Unii dintre luptători au fost demobilizați și au încercat să se reîntoarcă la casele lor. Până în 1946, efectivele UPA se reduseseră la 5 – 10.000 de luptători, iar activitatea principală a UPA s-a transferat spre granița sovieto-poloneză. Aici, UPA au fost acuzați pentru uciderea generalului Karol Świerczewski. În faza ultimă a luptei anticomuniste, UPA a primit ajutor din partea CIA și a spionajului britanic, dar, în cele din urmă, operațiunea a fost trădată de Kim Philby. În perioada 1947-1948, rezistența UPA a fost înfrântă de sovietici, ceea ce a permis cooperativizarea agriculturii în toată Ucraina vestică. Raiduri sporadice ale partizanilor UPA au continuat până la mijlocul anilor 1950. În martie 1950 , conducătorul UPA, generalul Roman Șukevici, fost ucis într-o ambuscadă lângă Lvov.
Mitropolitul Olexii (Hromadsky) al Bisericii Ortodoxe Autonome Ucrainene și scriitorul prosovietic Iaroslav Halan au fost uciși de insurgenții UPA.
În 1951, liderul operațiunilor sub acoperire ale CIA, Frank Wisner, a estimat că gherilele ucrainene au eliminat cam 35.000 de milițieni și cadre ale partidului de la sfârșitul războiului.

## UPA și distrugerea comunității poloneze din Ucraina de vest
UPA s-a luptat să-i alunge pe polonezii din zonele pe care naționaliștii le considerau ca fiind ale ucrainenilor și au reușit, de cele mai multe ori, în întreprinderea lor. UPA a folosit metode teroriste pe scară largă. Există estimări care apreciază numărul polonezilor care au fost uciși în Volînia între 35.000 și 60.000 de persoane. Mulți istorici folosesc termene precum genocid sau purificare etnică pentru a descrie acțiunile naționaliștilor ucraineni. Se merge până acolo încât istoricii apreciază că ucrainenii au ucis între 100.000 și 500.000 de polonezi. Numeroși săteni polonezi au plecat de pe pământurile lor datorită terorii ucrainene. Nu există cifre exacte cu privire la pierderile din ambele tabere, iar estimările fiecărei părți sunt respinse cu hotărâre de cealaltă tabără.
Ar mai trebui spus că partea poloneză a fost angajată în acte de brutalitate și răzbunare împotriva ucrainenilor. Cu toate că numărul ucrainenilor căzuți victime violențelor poloneze nu este cunoscut cu exactitate, se pare că numai în Volînia au fost uciși de către luptătorii Armia Krajowa cca 20.000 de civili ucraineni.
Activitățile UPA sunt considerate de unii autori ca răspunsuri la acținunile guvernului polonez interbelic, care a încercat să limiteze numărul de instituții ucrainene și să schimbe compoziția etnică a regiunilor majoritar ucrainene prin colonizarea de polonezi. Măsurile antiucrainene luate de guvernul de la Varșovia au fost limitate, în principal, la lupta împotriva culturii ucrainene: închiderea de școli cu predarea în limba ucraineană sau a bisericilor ortodoxe ucrainene și nu s-au comparat nici pe departe, prin scop și acțiune, cu brutalitatea acțiunilor UPA din timpul războiului.

## UPA și evreii din Ucraina de vest
În contrast cu consensul istoricilor în ceea ce privește atrocitățile comise de UPA împotriva civililor polonezi, nu există consens în ceea ce privește implicarea UPA în masacrarea evreilor din Ucraina de vest. Există numeroase mărturii care descriu rolul UPA în masacrarea evreilor ucraineni în timpul ocupației germane.
 Alți istorici nu sprijină pozițiile conform cărora UPA a fost implicată în masacrarea evreilor.
Este greu de identificat numărul exact de evrei care ar fi fost uciși de activiștii UPA, de militarii ucraineni sau de unitățile paramilitare care au luptat sub diferite stindarde („Poliția auxiliară ucraineană”, „Serviciile de securitate Bandera”), UPA sau diferiți luptători care au migrat între aceste organizații. În cadrul celui de-al doilea Congres General al Organizației Naționaliștilor Ucraineni de la Harkov din aprilie 1941 se declara: „Evreii din URSS [sunt] cei mai credincioși sprijinitori ai regimului bolșevic și avangarda a imperialismului moscovit în Ucraina”. La scurtă vreme după aceea, a fost lansat sloganul grupului Bandera: „Trăiască Ucraina fără evrei, polonezi și germani; polonezii dincolo de râul Sam, germanii la Berlin și evreii la spânzurătoare”. După numai un an, Organizația Naționaliștilor Ucraineni își schimbase pozițiile, intrase în conflict cu germanii și încerca să-și tempereze poziția față de minoritățile etnice. În 1944, OUN respingea, în mod oficial, „exclusivismul etnic și rasial”.
Trebuie făcută o distincție dintre forțele conducătoare ale acțiunilor antievreiești ale ucrainenilor și teoriile rasiale profesate de naziști în așa-numita „soluție finală" a problemei evreiești. Scopul principal al naționaliștilor ucraineni nu era, în principiu, exterminarea evreilor, ci edificarea unei Ucraine independente, omogenă din punct de vedere național, cu un număr redus de minorități, care să accepte necondiționat dominația totală a majorității. Din acest punct de vedere, politica naționaliștilor nu viza, în mod particular, minoritatea evreiască, care nu era văzută ca o amenințare la adresa statalității ucrainene. În mai vechile încercări de întemeiere a unui stat independent ucrainean (Republica Populară Ucraineană) în Volînia și Galiția, mulți evrei au considerat statalitatea ucraineană ca o amenințare mai puțin importantă și mai puțin primejdioasă pentru ei decât statul polonez, cauza principală fiind conviețuirea bună evreiasco-ucraineană din teritoriile respective. Ca urmare, au existat cazuri în care evreii s-au înscris în rândurile UPA, în special în rândurile personalului medical.

## Urmări
În perioada sovietică, UPA a fost amintită, în mod oficial, numai în termeni negativi, fiind considerată o organizație teroristă. După ce Ucraina și-a cucerit independența în 1991, foștii membri ai UPA au început lupta pentru recunoașterea oficială a calității lor de luptători pentru independența țării și pentru obținerea de drepturi și beneficii de veterani de război. Ei au încercat să organizeze parade și comemorări ale camarazilor, în special în vestul Ucrainei. Aceste încercări au generat reacții negative ale veteranilor de război ucraineni care au luptat în Armata Roșie ca și a guvernului de la Moscova. Tentativele de reconciliere între cele două grupuri de veterani nu au făcut progrese prea mari. O încercare de organizare a unei parade comune în Kiev, în mai 2005, pentru cea de-a 60-a aniversare a încheierii celui de-al Doilea Război Mondial a eșuat. Aprecierea rolului UPA rămâne o problemă controversată, deși președintele Viktor Iușcenko s-a adresat mai multor organizații ucrainene pentru a asigura reconcilierea, pensii și alte beneficii pentru veteranii UPA, care i-ar fi transformat în egali ai veteranilor Armatei Roșii.
De curând, s-au făcut încercări pentru reconcilierea dintre veteranii Armatei Teritoriale Poloneze și UPA, la inițiativa ambelor părți. Mai mulți veterani din ambele tabere s-au întâlnit și și-au cerut iertare pentru greșelile făcute. Partea poloneză a fost de acord cu restaurarea cimitirelor soldaților UPA din Polonia. Arhivat în 11 februarie 2009, la Wayback Machine.
La sfâritul anului 2006, administrația orașului Lvov a anunțat iminenta transferare a rămășițelor pământești a mai multor naționaliști ucraineni (Stepan Bandera, Evghen Konovaleț, Andrei Melniyk ș.a) în Cimitirul Liciakivski.
În octombrie 2007, autoritățile orașului Lvov au dezvelit, după mai multe amânări, o statuie dedicată liderului naționalist Stepan Bandera.
În 2009 scriitoarea Oxana Zabujko a publicat un roman masiv de peste 800 de pagini, intitulat 'Muzeul secretelor abandonate', în care se încearcă o analiză cu mijloace literare a perioadei de a activitate a UPA. Romanul este în curs de traducere în limba rusă. Un amplu fragment a fost deja publicat de revista Novîi Mir, nr. 7, 2011.